# مركب نترو

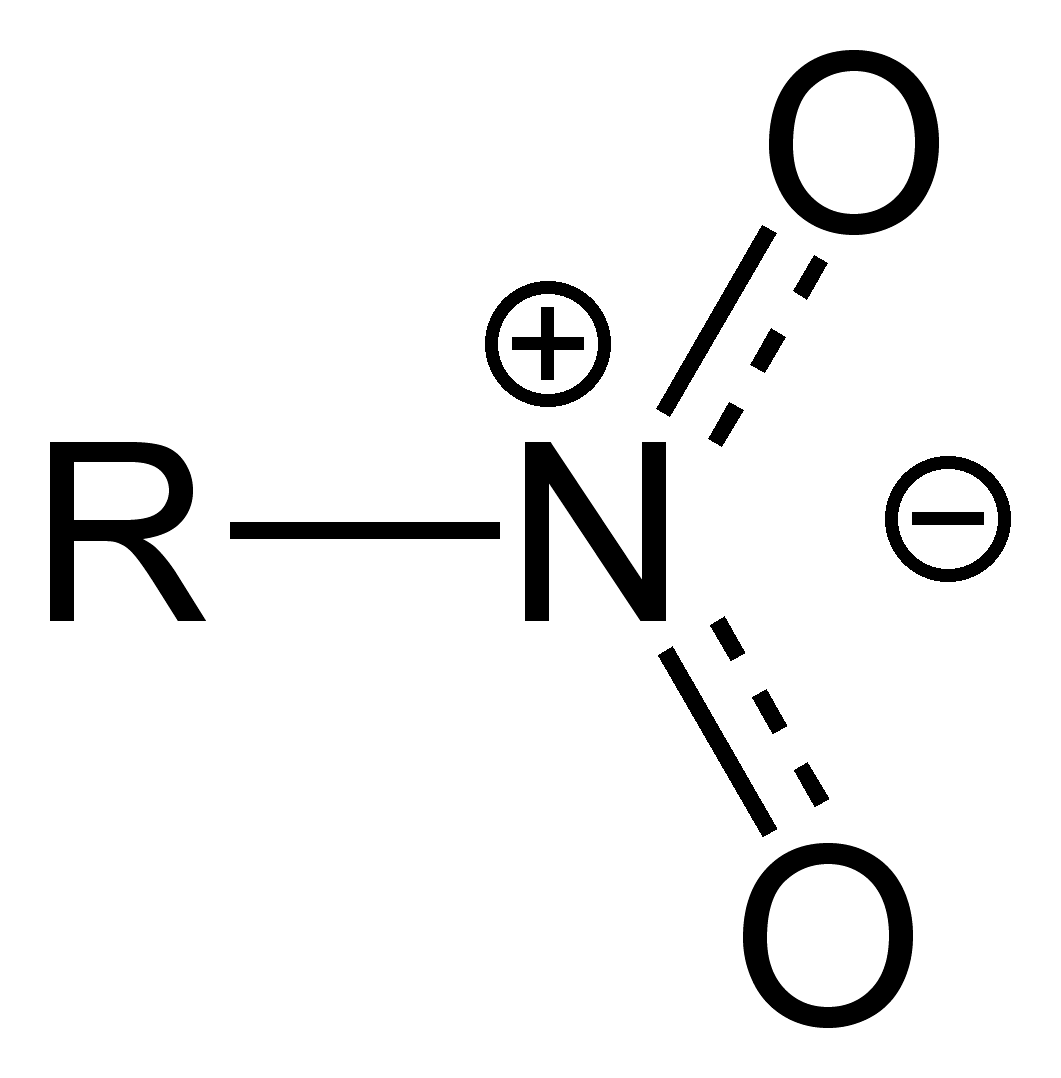
تمثيل لمركب نترو

مركبات النترو هي المركبات العضوية التي تحوي في بنيتها الجزيئية المجموعة الوظيفية NO2– مجموعة النترو.
مركبات النترو بشكل عام متفجرة خاصة عند وجود أكثر من زمرة نترو في المركب، مثل ثلاثي نترو التولوين.
تحضر مركبات النترو العضوية بتفاعل النترتة من أثر مزيج من حمض النتريك والكبريتيك على المركبات العضوية الملائمة.

## أمثلة
| مركبات النترو | مركبات النترو | مركبات النترو | مركبات النترو        |
| الاسم         | الصيغة        | البنية        | النمط                |
| ------------- | ------------- | ------------- | -------------------- |
| نترو الميثان  | CH3NO2        | Nitromethan   | مركبات نترو أليفاتية |
| نترو البنزين  | C6H5NO2       |               | مركبات نترو عطرية    |
| نترات الإيثيل | C2H5NO3       |               | إستر حمض النتريك     |